# Operatie Tik-tak
Operatie Tik-tak is een hoorspel van Dieter Kühn. Unternehmen Tick-Tack werd op 3 maart 1970 door de Norddeutscher Rundfunk uitgezonden. Nina Bergsma vertaalde het en de NCRV zond het uit op zondag 18 maart 1973. De regisseur was Johan Wolder. Het hoorspel duurde 44 minuten.

## Rolbezetting
- Hans Dagelet (Tony)
- Hans Veerman (Sam)
- Edda Barends (Peggy)
- Jan Borkus (senator Clark)
- Tonny Foletta (een voorman)
- Donald de Marcas (ingenieur Park)
- Lottie Hemelrijk (Julie)
- Joop van der Donk, Cees van Ooyen, Jan Wegter & Frans Vasen (verdere medewerkenden)

## Inhoud
Een onderzoeksteam, dat aan geheime projecten werkt, laat niet graag in zijn kaarten kijken, en zeker niet door politici. Geen wonder, dat een senator uit Pennsylvania in een truc gelooft, als men hem de "tijdstransformatie" van een konijntje demonstreert. Te veel scepsis heeft echter kwade gevolgen: een van de onderzoekers laat zichzelf "transformeren" - in het Wilde Westen. De grond is dubbel heet, niet alleen wegens de losse colts, maar vooral omdat daar een catastrofale overstroming dreigt te gebeuren. Voor de politicus wordt het nog heter: wat gebeurt er, als een mens van de 20ste eeuw personen redt, die (zoals gebleken is) 100 jaar geleden omkwamen? Uiteindelijk is de koppige onderzoeker niet ergens in het Wilde Westen beland, maar in Pennsylvania! - De eigenzinnige onderzoeker redt inderdaad de grootmoeder van de politicus. Het stuk eindigt met het verwarde geschater van alle betrokkenen…